# Nick Powell
Nick Powell (Crewe, Inglaterra, 23 de marzo de 1994) es un futbolista británico. Juega de centrocampista y su equipo es el Bradford City A. F. C. de la League One.

## Clubes
| Club                            | País       | Año       |
| ------------------------------- | ---------- | --------- |
| Crewe Alexandra F. C.           | Inglaterra | 2010-2012 |
| Manchester United F. C.         | Inglaterra | 2012-2016 |
| → Wigan Athletic F. C. (cedido) | Inglaterra | 2013-2014 |
| → Leicester City F. C. (cedido) | Inglaterra | 2014-2015 |
| → Hull City A. F. C. (cedido)   | Inglaterra | 2016      |
| Wigan Athletic F. C.            | Inglaterra | 2016-2019 |
| Stoke City F. C.                | Inglaterra | 2019-2023 |
| Stockport County F. C.          | Inglaterra | 2023-2025 |
| Bradford City A. F. C.          | Inglaterra | 2025-     |

## Palmarés

### Títulos nacionales
| Título         | Club                    | País       | Año  |
| -------------- | ----------------------- | ---------- | ---- |
| Premier League | Manchester United F. C. | Inglaterra | 2013 |